# Gaia Cauchi
Gaia Cauchi (Mġarr, 19 novembre 2002) è una cantante maltese.
Ha rappresentato l'isola di Malta al Junior Eurovision Song Contest 2013 svoltosi a Kiev in Ucraina, dove ha vinto con il brano The Start.

## Biografia

### 2004-2012: Gli inizi
Gaia si fa conoscere al pubblico internazionale nel 2011, partecipando alla quinta edizione di Ti lascio una canzone, dove si è esibita con brani come Proud Mary di Tina Turner e ha duettato con molti artisti italiani come Alessandra Amoroso.
Successivamente nel 2012, a soli nove anni, ha vinto il Sanremo Junior Music Festival in Italia dove si è esibita con One Night Only proveniente dalla soundtrack del film Dreamgirls.

### 2013-presente: IlJunior Eurovision Song ContesteThe X Factor UK
Nel 2013, Cauchi viene selezionata internamente dal rete televisiva maltese PBS, come rappresentante dell'isola al Junior Eurovision Song Contest 2013 a Kiev in Ucraina, con il brano The Start.
La competizione si è tenuta il 30 novembre nel Palace "Ukraine", dove è stata proclamata vincitrice con 130 punti, diventando la prima artista maltese a vincere sia il Junior Eurovision Song Contest sia una manifestazione organizzata dall'UER.
Il 2 dicembre 2013, il primo ministro maltese Joseph Muscat ha conferito a Cauchi la Xirka Ġieħ ir-Repubblika, il più alto onore dell'isola. Tutto ciò ha scatenato delle controversie, e al suo posto gli è stato conferito la Midalja għall-Qadi tar-Repubblika il 13 dicembre 2013.
Successivamente la Cauchi è stata ospite al Junior Eurovision Song Contest 2014 dove si è esibita nell'Interval Act ed è stata portavoce della Kids' Jury e al Junior Eurovision Song Contest 2016 dove è stata portavoce dell'isola e ha annunciato i voti della giuria maltese.
Nel 2018, dopo due anni di pausa, la Gauchi ha preso parte alla quindicesima edizione di The X Factor UK, inizialmente come solista per poi entrare nel gruppo musicale "Sweet Sense" non riuscendo però ad arrivare alle serate dal vivo del programma.

## Discografia

### Singoli
- 2012 - Noti o Kliem
- 2013 - The Start
- 2014 - Floating on Air
- 2014 - #together
- 2014 - Children of the Future
- 2017 - Hey Hello
- 2019 - Why Should I